# Distributed.net
distributed.net（ディストリビューティッド ドットネット）は、全探索による暗号解読によるプライバシー保護の訴え、全探索による数学的難問の証明などを行っている団体。分散コンピューティングのさきがけとして1997年に設立された。世界各国から多数のメンバーが参加することにより大規模な組織へと発展してきた。

## プロジェクト

### OGR
ゴロム定規（Golomb Ruler）とは、数学用語でいうと「2組の数字の差が同一であることはない」正の整数の集合を表す。この集合を定規に見立て考えると、「2組のマーク間の距離が全て同一ではない」定規と表すことができる。ゴロム定規は、実世界において様々な分野で活用されている。
最短ゴロム定規（OGR:Optimal Golomb Ruler）とは、あるマーク数のゴロム定規の中で最も短い定規を指す。このプロジェクトでは、各マーク数の最短ゴロム定規を全探索により導き出す。

### RC5
キー長によりRC5の暗号アルゴリズムが安全ではないことを証明するために、RSAセキュリティ社が自らが賞金を提供して暗号解読コンテスト（Secret Key Challenge）を主催していた。このプロジェクトでは、全ての「鍵」を試すことで、暗号を解読する。
現在では、米国の暗号輸出規制が撤廃されたこともあり、RSAセキュリティ社は、2007年5月に同コンテストの中止を発表した。そのため、暗号解読が成功しても、同社からの賞金は得られなくなったが、distributed.netが賞金を出すことになったため、プロジェクトは継続している。

### CSC
CS Communications & Systems社が主催する暗号解読コンテスト（CS-Cipher Challenge）の暗号を解読するプロジェクト。
現在は開催されていない。

### DES
RSAセキュリティ社が主催する暗号解読コンテスト（DES Challenge）の暗号を解読するプロジェクト。
現在は開催されていない。

## プロジェクトステータス

### 進行中（2025年1月時点）
- RC5-72 (2002年12月〜)

### 終了済み

#### OGR
- OGR-24 (2000年7月〜2004年10月)[1]
- OGR-25 (2000年8月〜2008年10月)[2]
- OGR-26 (2008年10月〜2009年2月)[3]
- OGR-27 (2009年2月〜2014年2月)[4]
- OGR-28 (2014年2月〜2022年11月)[5]

#### RC5
- RC5-56 (1997年2月〜1997年10月)[6]
  - 鍵空間の47%を解析したところで解読に成功
- RC5-64 (1997年10月〜2002年7月)[7]
  - 鍵空間の83%を解析したところで解読に成功

#### DES
- DES II-1 (1998年1月〜1998年2月)[8]
- DES II-2 (1998年7月)[9]
  - EFFが構築したDES専用解読機に先を越されてしまった
- DES III (1999年1月)[10]
  - EFFとの共同チャレンジにより22.5時間で解読に成功

#### CSC
- CSC (1999年11月〜2000年1月)
  - 鍵空間の98%を解析したところで解読に成功